# Tilak Maidan Stadium
Tilak Maidan Stadium – stadion piłkarski w Vasco da Gama, w stanie Goa, w Indiach. Obiekt może pomieścić 15 000 widzów. Swoje spotkania rozgrywają na nim lokalne kluby piłkarskie, stadion był także jedną z aren turnieju piłkarskiego na Igrzyskach Luzofonii 2014.